# Matilde Copetti
Matilde Copetti (Tolmezzo, 15 settembre 1997) è una calciatrice italiana, portiere del Parma.

## Carriera

### Club
Copetti cresce calcisticamente nel vivaio del Graphistudio Tavagnacco, società che la inserisce nelle proprie formazioni giovanili, prima nelle Esordienti e poi in quella che partecipa al Campionato Primavera regionale.
Le prestazioni offerte nelle competizioni giovanili convincono la società a inserirla nella rosa della formazione titolare già dalla stagione 2012-2013 come terzo portiere, riserva di Chiara Marchitelli, rimanendo a disposizione del mister Marco Rossi che le preferisce Alice Bonassi nelle tre sostituzioni operate. L'accordo siglato con la nazionale Sara Penzo con il calciomercato estivo nel 2013, in arrivo dal Brescia, lascia nuovamente poco spazio a Copetti che durante la stagione  successiva non riesce a essere mai impiegata in campo. Per il debutto in Serie A deve aspettare il campionato 2014-2015, quando a causa del grave infortunio patito da Penzo alla prima giornata la società promuove titolare Stefania Blancuzzi, appena arrivata in gialloblu per lo svincolo dal Chiasiellis, ma che lascia finalmente spazio a Copetti, la quale termina il campionato con un tabellino di 18 gol subiti in 13 presenze.
Nell'estate 2018 si è trasferita al San Zaccaria, società ravennate retrocessa in Serie B per la stagione 2018-2019.
Dopo aver giocato per il Ravenna e il Lugano, il 4 agosto 2022 Copetti viene ingaggiata a titolo definitivo dal Napoli, sempre in Serie B. Lungo la stagione 2022-2023 contribuisce alla vittoria del campionato cadetto e alla conseguente promozione diretta in Serie A da parte del club partenopeo.
Il 22 luglio 2023 passa a titolo definitivo al Milan, nella massima serie, con cui firma un contratto triennale e disputa due partite durante la stagione: l'11 ottobre 2023 in Coppa Italia contro il Verona (da titolare, vincendo 2-7) ed esordisce in Serie A in occasione di Milan-Sampdoria 3-1 (ultima giornata di poule salvezza), subentrando al 92'.
Il 10 agosto 2024 viene ceduta in prestito per una stagione al Parma, di nuovo nel campionato cadetto. Il 14 luglio 2025 viene riscattata dal club emiliano.

### Nazionale
Il 21 novembre 2024, per la prima volta in carriera, Copetti figura tra le 29 convocate dal ct Andrea Soncin in vista dell'amichevole contro la Germania, prevista per il 2 dicembre a Bochum.

## Statistiche

### Presenze e reti nei club
Statistiche aggiornate all'11 maggio 2025.
| Stagione          | Squadra           | Campionato        | Campionato | Campionato | Coppe nazionali | Coppe nazionali | Coppe nazionali | Coppe internazionali | Coppe internazionali | Coppe internazionali | Altre coppe | Altre coppe | Altre coppe | Totale | Totale |
| Stagione          | Squadra           | Comp              | Pres       | Reti       | Comp            | Pres            | Reti            | Comp                 | Pres                 | Reti                 | Comp        | Pres        | Reti        | Pres   | Reti   |
| ----------------- | ----------------- | ----------------- | ---------- | ---------- | --------------- | --------------- | --------------- | -------------------- | -------------------- | -------------------- | ----------- | ----------- | ----------- | ------ | ------ |
| 2012-2013         | Tavagnacco        | A                 | 0          | 0          | CI              | 0               | 0               |                      | -                    | -                    |             | -           | -           | 0      | 0      |
| 2013-2014         | Tavagnacco        | A                 | 0          | 0          | CI              | -?              | -?              |                      | -                    | -                    |             | -           | -           | -?     | -?     |
| 2014-2015         | Tavagnacco        | A                 | 13         | -16        | CI              | 1               | -1              |                      | -                    | -                    |             | -           | -           | 14     | -17    |
| 2015-2016         | Tavagnacco        | A                 | 4          | -5         | CI              | 2               | 0               |                      | -                    | -                    |             | -           | -           | 6      | -5     |
| 2016-2017         | Tavagnacco        | A                 | 3          | -10        | CI              | 3               | 0               |                      | -                    | -                    |             | -           | -           | 6      | -10    |
| 2017-2018         | Tavagnacco        | A                 | 0          | 0          | CI              | 3               | -1              |                      | -                    | -                    |             | -           | -           | 3      | -1     |
| Totale Tavagnacco | Totale Tavagnacco | Totale Tavagnacco | 20         | -31        |                 | 9               | -2              |                      | -                    | -                    |             | -           | -           | 29     | -33    |
| 2018-2019         | Ravenna           | B                 | 22         | -25        | CI              | 3               | -6              |                      | -                    | -                    |             | -           | -           | 25     | -31    |
| 2019-2020         | Ravenna           | B                 | -?         | -?         | CI              | -?              | -?              |                      | -                    | -                    |             | -           | -           | -?     | -?     |
| 2020-2021         | Ravenna           | B                 | -?         | -?         | CI              | -?              | -?              |                      | -                    | -                    |             | -           | -           | -?     | -?     |
| Totale Ravenna    | Totale Ravenna    | Totale Ravenna    | 22+        | 25 +       |                 | 3+              | -6+             |                      | -                    | -                    |             | -           | -           | 25+    | -31+   |
| 2021-2022         | Lugano            | WSL               | 17         | -?         | CS              | -?              | -?              |                      | -                    | -                    |             | -           | -           | 17+    | -?     |
| 2022-2023         | Napoli            | B                 | 17         | -11        | CI              | 1               | -1              |                      | -                    | -                    |             | -           | -           | 18     | -12    |
| 2023-2024         | Milan             | A                 | 1          | 0          | CI              | 1               | -2              |                      | -                    | -                    |             | -           | -           | 2      | -2     |
| 2024-2025         | Parma             | B                 | 23         | -10        | CI              | 0               | 0               | -                    | -                    | -                    | -           | -           | -           | 23     | -10    |
| 2025-2026         | Parma             | A                 | 0          | 0          | CI              | 0               | 0               | -                    | -                    | -                    | -           | -           | -           | 0      | 0      |
| Totale Parma      | Totale Parma      | Totale Parma      | 23         | -10        |                 | 0               | 0               |                      | -                    | -                    |             | -           | -           | 23     | -10    |
| Totale carriera   | Totale carriera   | Totale carriera   | 58+        | -77+       |                 | 14+             | -11+            |                      |                      |                      |             |             |             | 72+    | -88+   |

## Palmarès

### Club
- Campionato italiano di Serie B: 1

Napoli: 2022-2023
- Coppa Italia: 2

Tavagnacco: 2012-2013, 2013-2014